# チャック・ベリー
チャールズ・エドワード・アンダーソン・ベリー（Charles Edward Anderson Berry、1926年10月18日 - 2017年3月18日）は、チャック・ベリー (Chuck Berry) の名で知られるアメリカ合衆国のシンガーソングライター、ギタリストである。
ロックンロール創始者の1人で「ロック界の伝説」と敬われ、最初期のギター・ヒーローとして認知されている。
1986年度『ロックの殿堂』入り第1号。1984年度グラミー賞『特別功労賞』受賞。ローリング・ストーン誌選出『歴史上最も偉大な100人のシンガー』第41位。同『歴史上最も偉大な100組のアーティスト』第5位。同『歴史上最も偉大な100人のギタリスト』2003年は第6位、2011年の改訂版では第7位。

## 概要
特徴的なギターリフを使った音楽スタイルは、後輩ロック・ミュージシャン達に多大な影響を与えた。また、社会的メッセージが込められた数々の歌は、1950年代から1960年代の若者に共感された。80歳を超えて以降もステージ活動を続けた。
ベリーを敬愛しているジョン・レノンは「ロックンロールに別名を与えるとすれば『チャック・ベリー』だ」と述べている。
1986年の第1回『ロックの殿堂』入りを果たした際に殿堂は「ロックンロールを創造した者を一人に限定することはできないが、最も近い存在はチャック・ベリー」としている。

## 経歴
1926年、6人兄弟の3人目の子としてミズーリ州セントルイスに生まれる（一部の伝記では、カリフォルニア州サンノゼ生とする説もあり）。父親がバプテスト教会の執事も務める建設請負業者で、母親が教員という中流家庭で育ったベリーは幼少時から音楽に興味を示した。6歳の頃から聖歌隊に加わり、高校時代には初めて人前で「コンフェッシン・ザ・ブルース」を演奏した。高校卒業直前の1944年に自動車窃盗の罪で感化院へ収容されるが、1947年に釈放された。

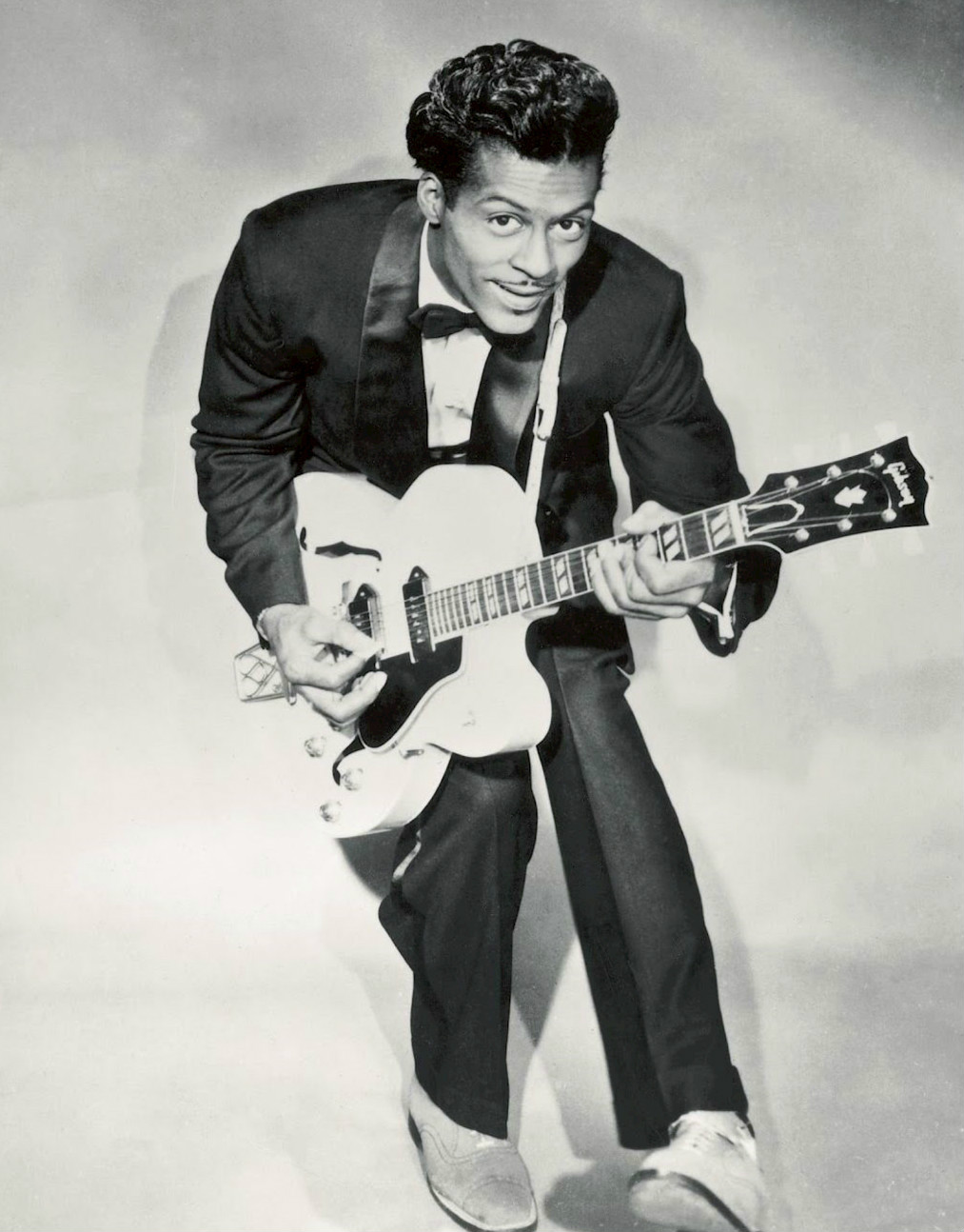
独特な奏法ダックウォーク（1958年）

1953年、ピアニストのジョニー・ジョンソン率いるサー・ジョン・トリオにギタリストとして加入する。間もなく、ジョンソンに代わってこのバンドのリーダーとなった。1955年、マディ・ウォーターズの助力を得てチェス・レコードと契約し、シングル「メイベリーン」（全米5位）でデビューした。独特のギター奏法と、演奏しながら腰を曲げて歩く「ダックウォーク」が特徴的であった。
1956年にはシングル「ロール・オーバー・ベートーヴェン」（全米29位）等がヒット。1957年、最初のアルバム『アフター・スクール・セッション』を発表した。シングル「スクール・デイズ」（全米3位）、「ロックンロール・ミュージック」（全米8位）等がヒット。翌1958年には2枚目のアルバム『ワン・ダズン・ベリーズ』を発表し、シングル「スウィート・リトル・シックスティーン」（全米2位）、「ジョニー・B.グッド」（全米8位）、「キャロル」（全米18位）等がヒットした。1959年には3枚目のアルバム『チャック・ベリー・イズ・オン・トップ』を発表した。
いくつかのヒット曲を発表し、公演旅行を行った後の1959年12月、ベリーはメキシコで出会った14歳の少女を連れ回し売春を強要した容疑で、マン法（Mann Act、不道徳な目的のために女性を州境を越えさせることを禁じる）に違反したとして逮捕され、懲役5年と5,000ドルの罰金刑に服した。
エルヴィス・プレスリーの徴兵とリトル・リチャードの引退（1958年）とバディ・ホリーの事故死（1959年）が続き、さらに翌1960年にはイギリスでも、エディ・コクランとジーン・ヴィンセントが交通事故に遭い、コクランが死亡するなど事件が立て続きに起こる中、ベリーの逮捕は音楽業界に大きな影響を及ぼした。5年の懲役刑は後に3年に減刑されたが、ベリーは1962年2月から1963年10月まで刑務所で服役した。
1年半の受刑生活があったにもかかわらず、ベリーはデビューからの10年間で30枚以上のシングルを発売し、1960年には4枚目のアルバム『ロッキン・アット・ザ・ホップス』を発表している。しかし、必ずしも全てがヒットとなった訳ではなかった。1964年、ビートルズやローリング・ストーンズ等の人気バンドがベリーの曲をカバーしたため、ベリー自身の人気も再浮上し、シングル「ネイディーン」（全米23位）、「ノー・パティキュラー・プレイス・トゥ・ゴー」（全米10位）、「ユー・ネヴァー・キャン・テル」（全米14位）等がヒットした。またベリーの版権を所有しているモリス・レヴィー（ルーレット・レコードのオーナーで、マフィアとのつながりがあった）が、独断でジョン・レノンの「カム・トゥゲザー」を盗作と判断し、訴訟を起こした。ベリーは訴訟を好まなかったため、レヴィーを通じてレノンと和解し、1972年には共演を果たした。
1972年、アルバム『ロンドン・チャック・ベリー・セッションズ』（全米8位）、シングル「マイ・ディンガリング」（全米1位）、「リーリン・アンド・ロッキン」（全米27位）がヒットした。
1979年、脱税の罪で逮捕されるが、年内に釈放された。1981年に初の日本公演を行っている。

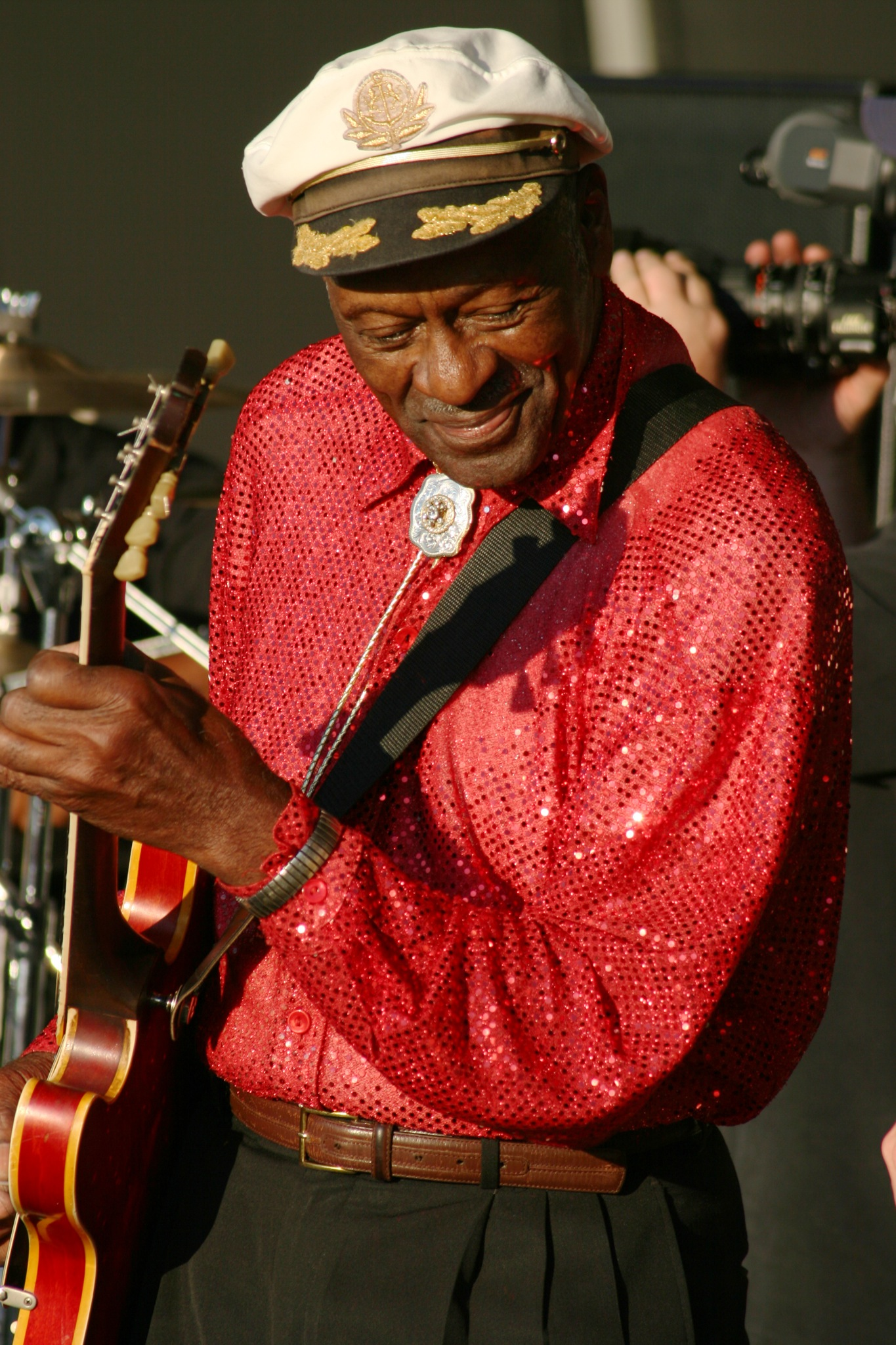
後年のチャック（2008年）

故郷セントルイスにあるベリーの「名声の歩道」

1986年に『ロックの殿堂』入りを果たした際に殿堂は「ロックンロールを創造した者を一人に限定することはできないが最も近い存在はチャック・ベリー」としている。1980年代以降はジュリアン・レノン、ロバート・クレイ、エタ・ジェイムス、エリック・クラプトンらと共演した。
1986年、キース・リチャーズがオールスターのバンド・メンバーを集め、ベリーの故郷であるセントルイスで、生誕60周年記念公演を開いた。このときの様子は、テイラー・ハックフォード監督によって記録され、翌年映画『ヘイル!ヘイル!ロックンロール』として公開された。
2000年、舞台芸術分野における貢献者に与えられるケネディ・センター名誉賞を授与される。2005年、著作権を侵害されたとしてカラオケ業者3社を訴えた。2008年には、日本テレビ開局55年のキャンペーン「日テレ55」にて「ジョニー・B・グッド」の替え歌を自ら披露している。
90歳の誕生日を迎えた2016年10月18日、2017年に38年ぶりのアルバム『チャック』を発売予定であることを発表していたが、3月18日に死去した。90歳没。死因については自然死であると報じられている。3月22日、遺作となったアルバム『チャック』を6月16日に発売すると公式発表。さらに発売日が一週間前倒しされ、実際の発売は6月9日（日本では俗にいうロックの日）となった。日本でも全米と同日に『チャック〜ロックンロールよ、永遠に。』の邦題で発売された。

## ギャラリー

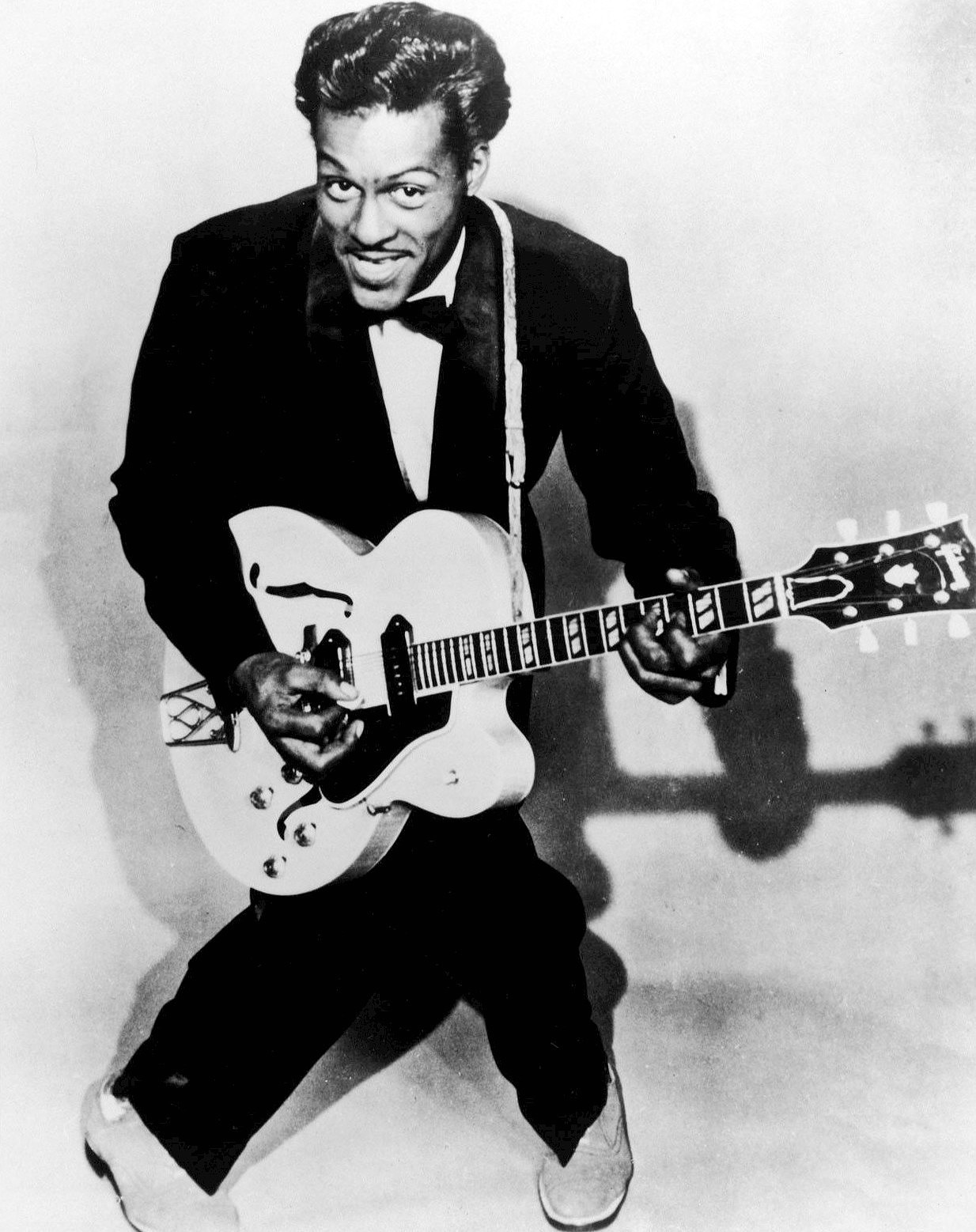
1957年
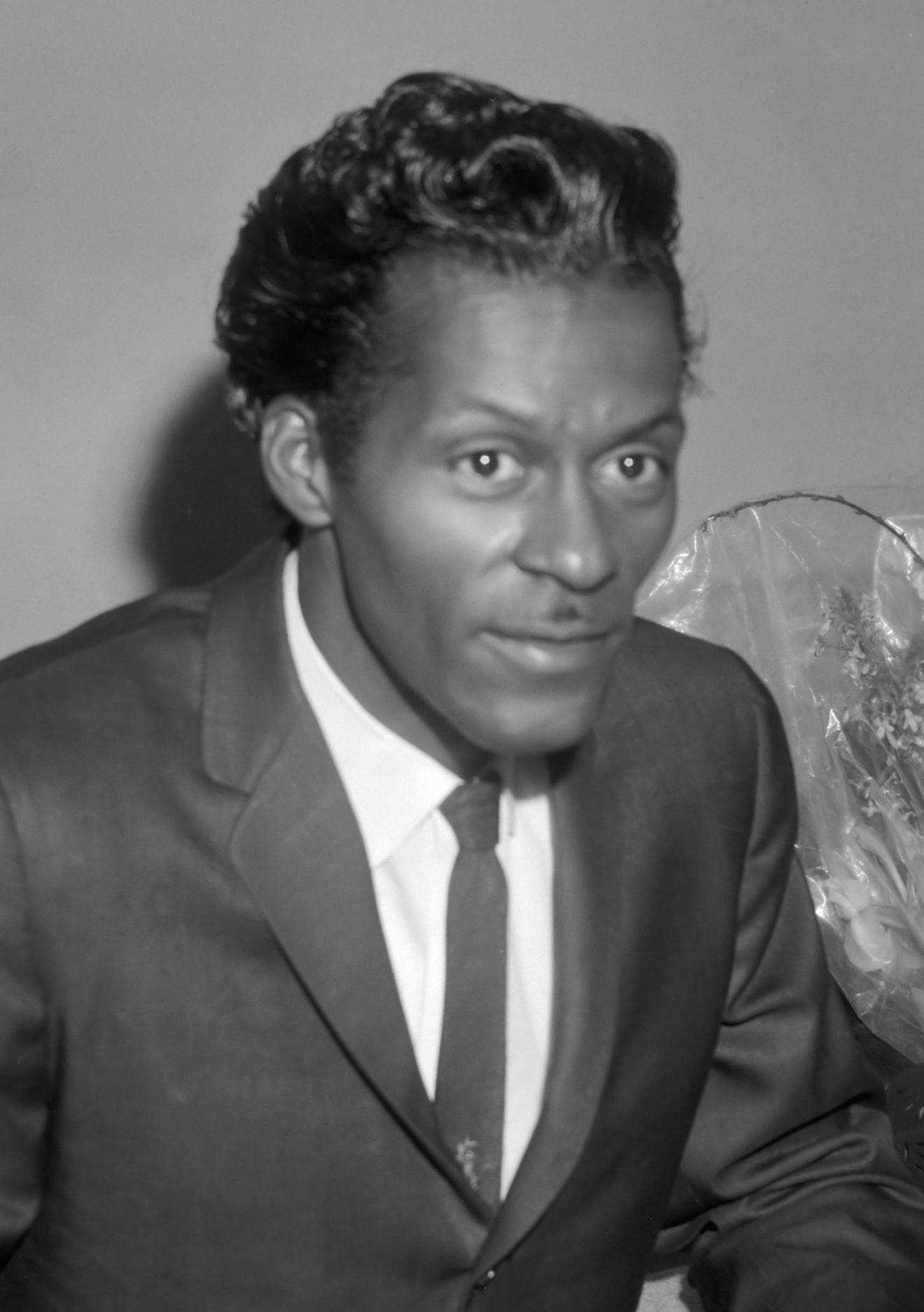
1965年
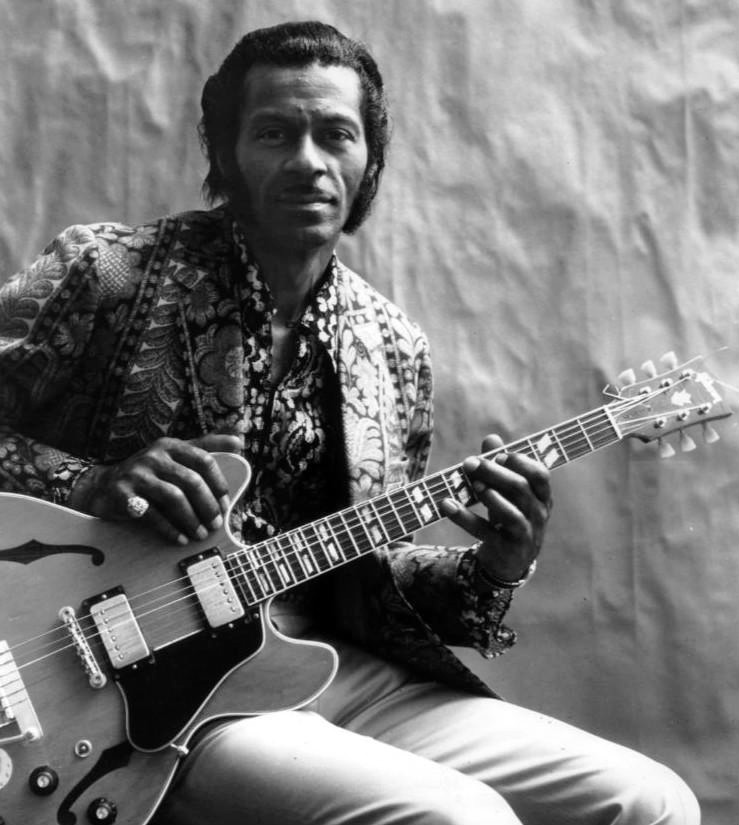
1972年
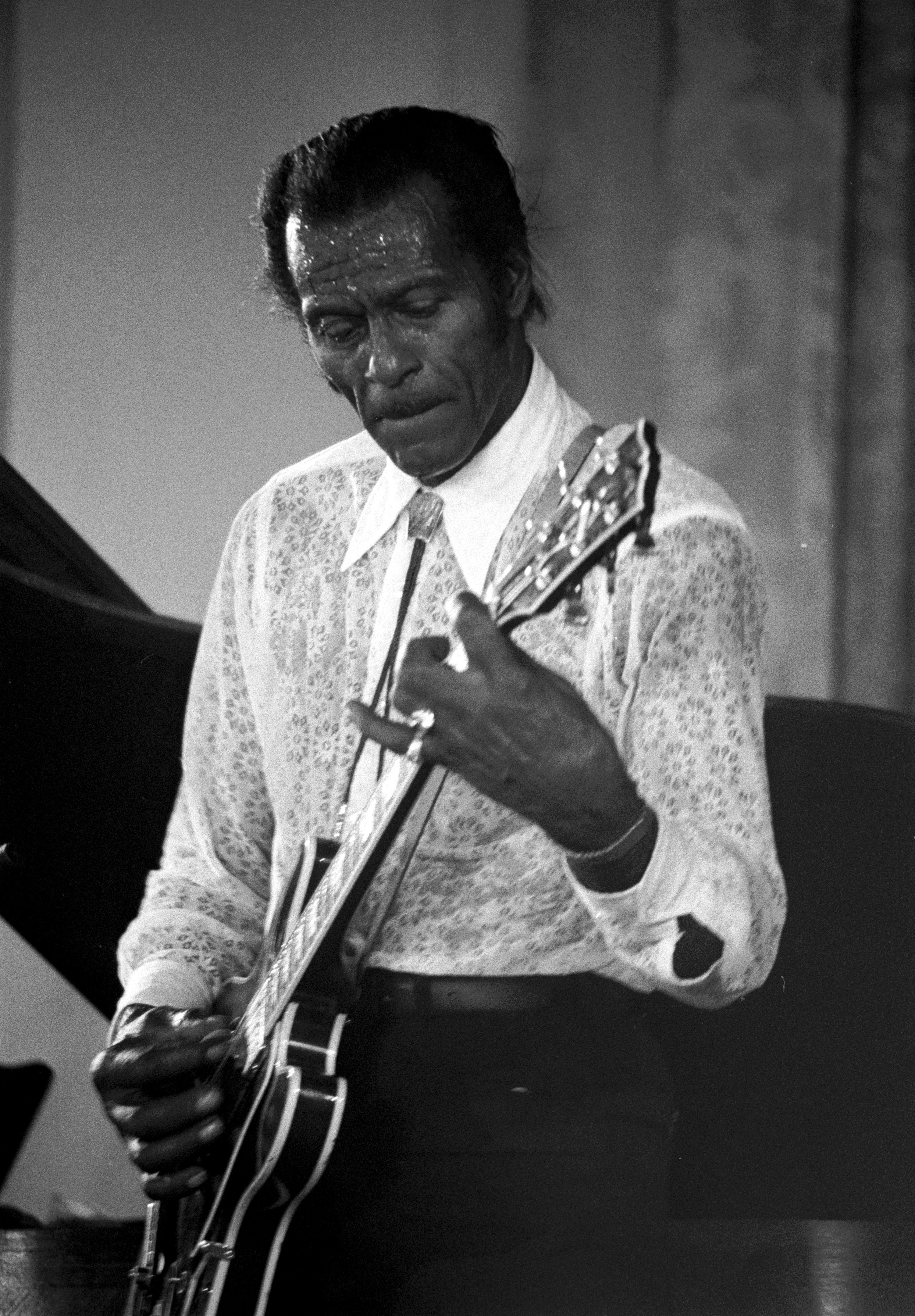
1987年
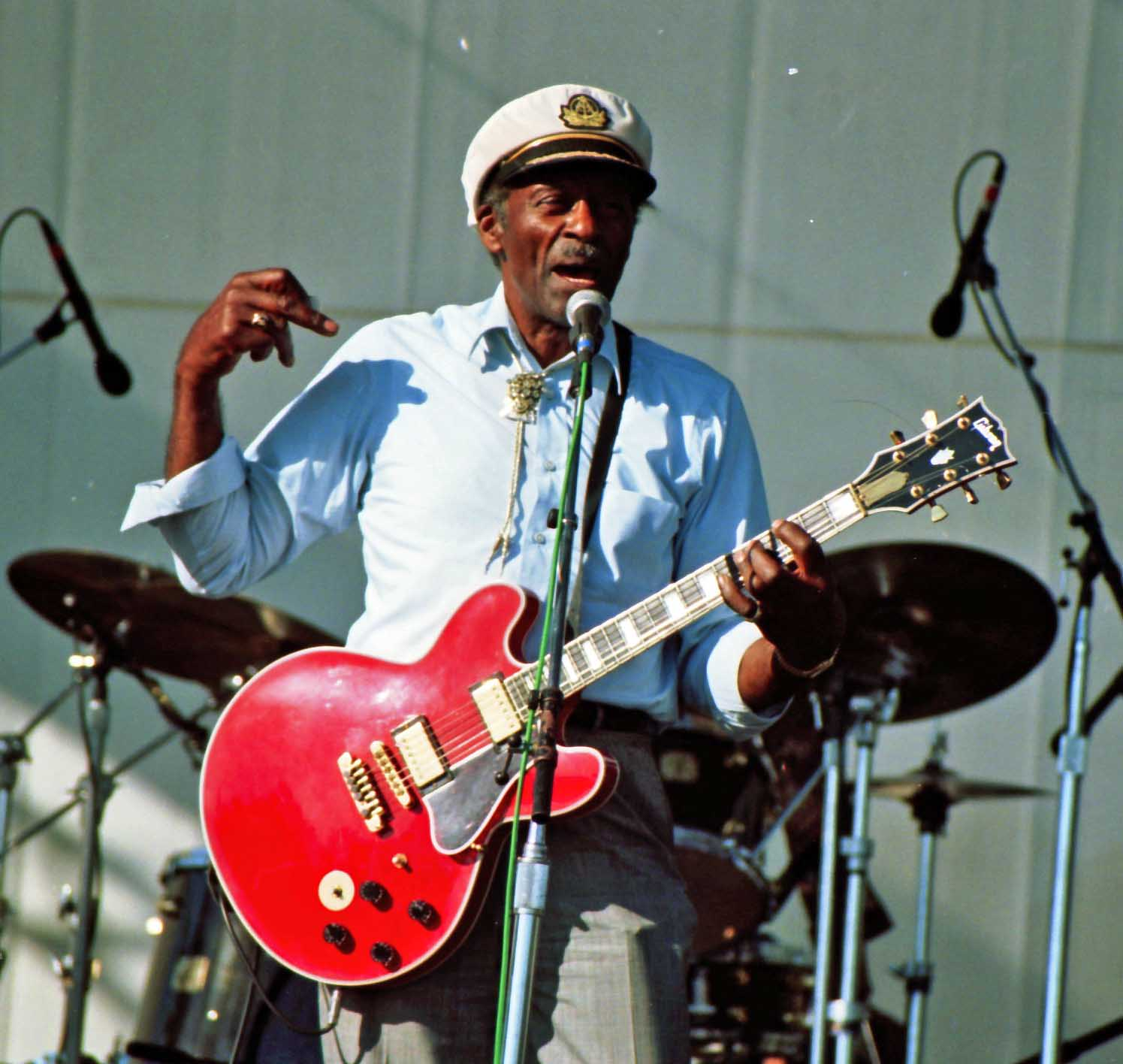
1997年
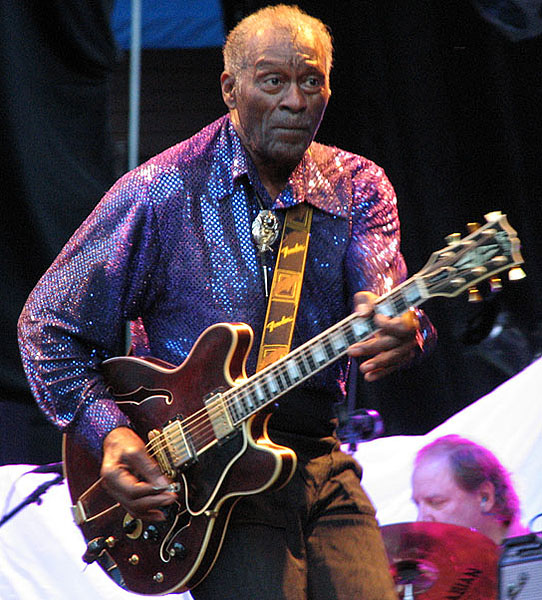
2007年
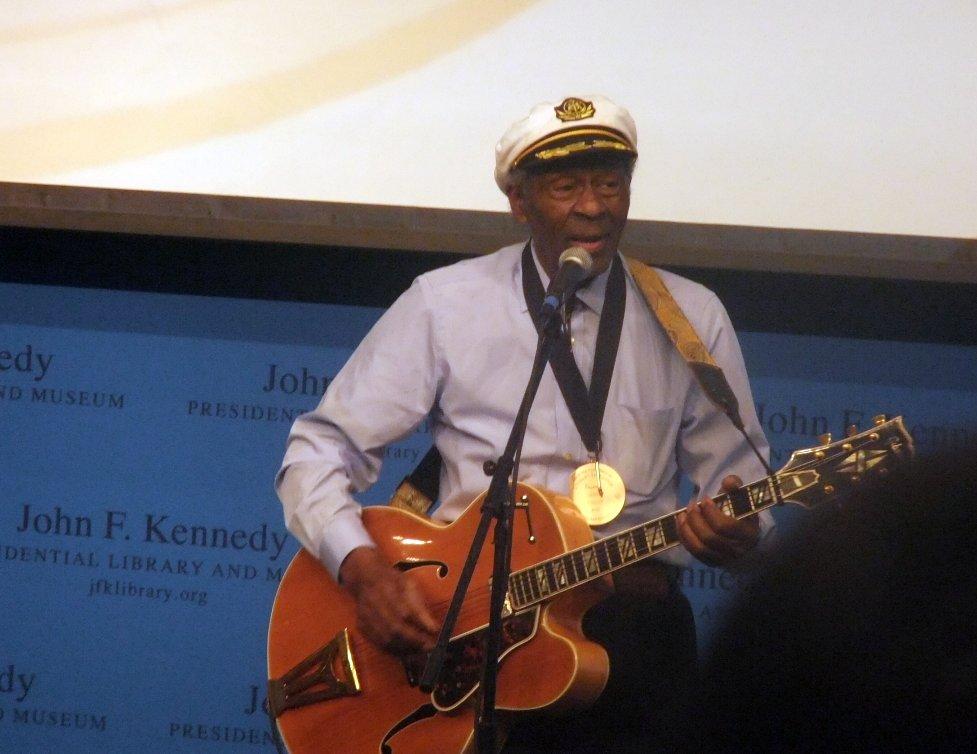
2012年
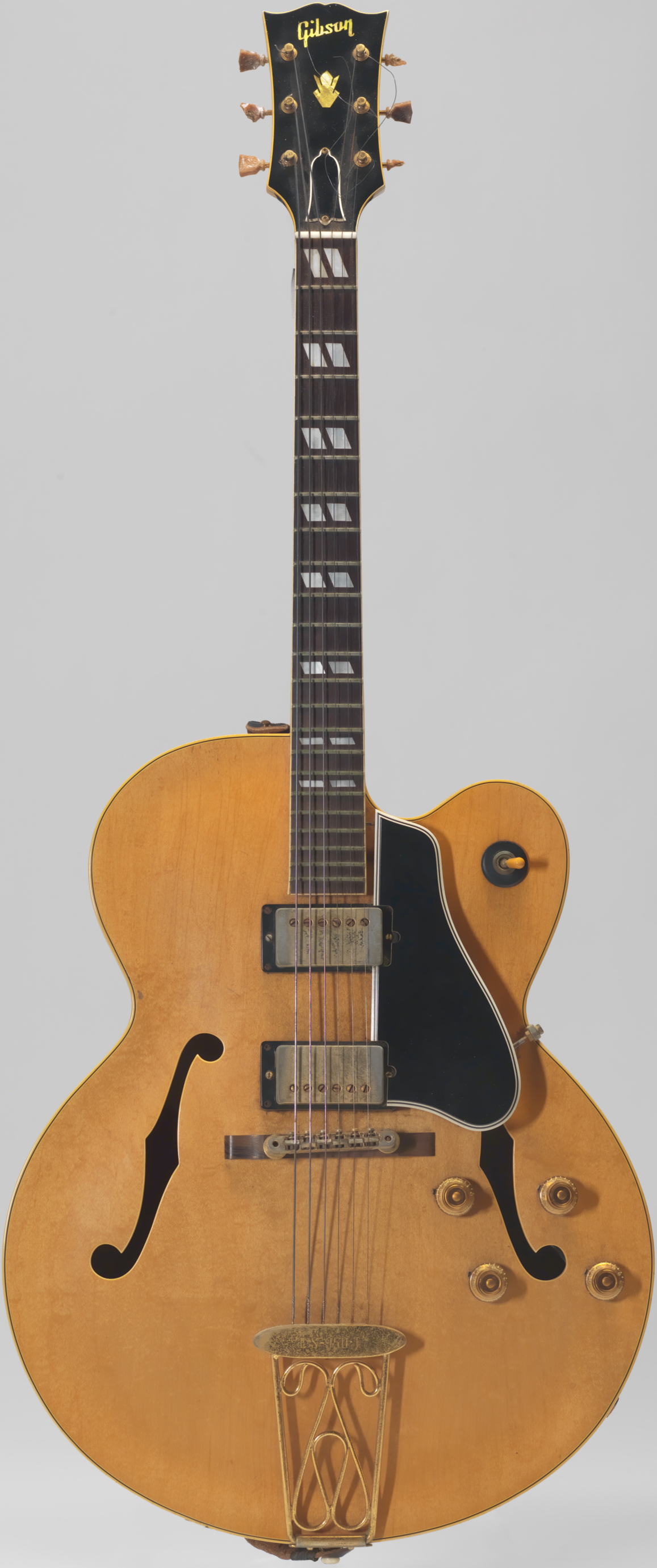
愛用したギター「ギブソン・ES-350T」モデル

## ディスコグラフィ

### シングル
| 発表年 | 曲名                                    | チャート   | チャート | チャート |
| 発表年 | 曲名                                    | US Hot 100 | US R&B   | UK       |
| ------ | --------------------------------------- | ---------- | -------- | -------- |
| 1955   | "Maybellene" (A-Side)                   | #5         | #1       |          |
|        | → "Wee Wee Hours" (B-Side)              |            | #10      |          |
| 1955   | "Thirty Days"                           |            | #2       |          |
| 1955   | "No Money Down"                         |            | #8       |          |
| 1956   | "Roll Over Beethoven"                   | #29        | #2       |          |
| 1956   | "Too Much Monkey Business"              |            | #4       |          |
|        | → "Brown Eyed Handsome Man" (B-Side)    |            | #5       |          |
| 1956   | "You Can't Catch Me"                    |            |          |          |
| 1957   | "School Days"                           | #3         | #1       | #24      |
| 1957   | "Oh Baby Doll"                          | #57        | #12      |          |
| 1957   | "Rock and Roll Music"                   | #8         | #6       |          |
| 1958   | "Sweet Little Sixteen"                  | #2         | #1       | #16      |
| 1958   | "Johnny B. Goode"                       | #8         | #2       |          |
| 1958   | "Beautiful Delilah"                     | #81        |          |          |
| 1958   | "Carol"                                 | #18        | #9       |          |
| 1958   | "Sweet Little Rock and Roller" (A-Side) | #47        | #13      |          |
|        | → "Jo Jo Gunne" (B-Side)                | #83        |          |          |
| 1958   | "Merry Christmas Baby" (A-Side)         | #71        |          |          |
|        | → "Run Rudolph Run" (B-Side)            | #69        |          | #36      |
| 1959   | "Anthony Boy"                           | #60        |          |          |
| 1959   | "Almost Grown" (A-Side)                 | #32        | #3       |          |
|        | → "Little Queenie" (B-Side)             | #80        |          |          |
| 1959   | "Back In The USA" (A-Side)              | #37        | #16      |          |
|        | → "Memphis, Tennessee" (B-Side)         |            |          | #6       |
| 1959   | "Broken Arrow"                          | #108       |          |          |
| 1960   | "Too Pooped To Pop (Casey)" (A-Side)    | #42        | #18      |          |
|        | → "Let It Rock" (B-Side)                | #64        |          | #6       |
| 1960   | "Bye Bye Johnny"                        |            |          |          |
| 1960   | "I Got To Find My Baby"                 |            |          |          |
| 1960   | "Jaguar and Thunderbird"                | #109       |          |          |
| 1961   | "I'm Talking About You"                 |            |          |          |
| 1961   | "Come On" (A-Side)                      |            |          |          |
|        | →"Go Go Go" (B-Side)                    |            |          | #38      |
| 1963   | "Diploma For Two"                       |            |          |          |
| 1964   | "Nadine (Is It You?)"                   | #23        |          | #27      |
| 1964   | "No Particular Place To Go"             | #10        |          | #3       |
| 1964   | "You Never Can Tell"                    | #14        |          | #23      |
| 1964   | "Little Marie"                          | #54        |          |          |
| 1964   | "Promised Land"                         | #41        |          | #26      |
| 1965   | "Dear Dad"                              | #95        |          |          |
| 1965   | "It Wasn't Me"                          |            |          |          |
| 1966   | "Ramona Say Yes"                        |            |          |          |
| 1967   | "Laugh and Cry"                         |            |          |          |
| 1967   | "Back to Memphis"                       |            |          |          |
| 1967   | "Feelin' It"                            |            |          |          |
| 1968   | "Louie to Frisco"                       |            |          |          |
| 1969   | "Good Looking Woman"                    |            |          |          |
| 1970   | "Tulane"                                |            |          |          |
| 1972   | "My Ding-A-Ling" (live)                 | #1         | #42      | #1       |
| 1972   | "Reelin' and Rockin'" (live)            | #27        |          | #18      |
| 1973   | "Bio"                                   |            |          |          |
| 1975   | "Shake, Rattle and Roll"                |            |          |          |
| 1979   | "California"                            |            |          |          |

*イギリスで発表されたシングルは全てがアメリカ盤と同時に発表されたわけではない。また、A面/B面の配置が異なった物も存在する。

*ビルボードは1964年にR&Bシングル・チャートを発表しなかったため、NadineからPromised Landまでがチャートから外れている。

### スタジオアルバム
- Rock, Rock, Rock (with The Moonglows and Flamingos) (1956)
- アフター・スクール・セッション - After School Session (1957)
- ワン・ダズン・ベリーズ - One Dozen Berrys (1958)
- チャック・ベリー・イズ・オン・トップ - Chuck Berry Is on Top (1959)
- ロッキン・アット・ザ・ホップス - Rockin' at the Hops (1960)
- ニュー・ジューク・ボックス・ヒッツ - New Juke-Box Hits (1961)
- チャック・ベリー・オン・ステージ- Chuck Berry on Stage (1963)(スタジオ録音に拍手や歓声を被せた擬似ライヴ)
- Chuck Berry's Greatest Hits (1964)
- Two Great Guitars Bo Diddley & Chuck Berry (with Bo Diddley)  (1964)
- セント・ルイス・トゥ・リヴァプール - St. Louis to Liverpool (1964)
- チャック・ベリー・イン・ロンドン - Chuck Berry in London (1965)
- フレッシュ・ベリーズ - Fresh Berry's (1966)
- チャック・ベリーズ・ゴールデン・ヒッツ - Chuck Berry's Golden Hits (1967)(再録音源集)
- バック・トゥ・メンフィス - Chuck Berry in Memphis (1967)
- フロム・セント・ルイス・トゥ・フリスコ - From St. Louie to Frisco (1968)
- コンチェルト・B・グッド - Concerto in B. Goode (1969)
- バック・ホーム - Back Home (1970)
- サンフランシスコ・デューズ - San Francisco Dues (1971)
- ザ・ロンドン・チャック・ベリー・セッションズ - The London Chuck Berry Sessions (1972)
- バイオ - Bio (1973)
- Sweet Little Rock and Roller (1973)
- Wild Berrys (1974)
- Flashback (1974)
- Chuck and His Friends (1974)
- チャック・ベリー - Chuck Berry (1975)
- Rock It (1979)
- Alive and Rockin' (1981)
- "Retro Rock" - Chuck Berry - Broadcast Week (1982)
- Chuck Berry (1982)
- チャック 〜 ロックンロールよ、永遠に。- CHUCK (2017)

### ライヴアルバム
- ライヴ・アット・フィルモア - Live at the Fillmore Auditorium (1967) (bonus tracks included on 1994 re-release)
- Chuck Berry Live in Concert (1978)
- Chuck Berry Live (1981)
- Toronto Rock 'N' Roll Revival 1969 Vol. II (1982)
- Toronto Rock 'N' Roll Revival 1969 Vol. III (1982)
- ヘイル!ヘイル!ロックンロール - Hail! Hail! Rock 'n' Roll(1987)
- Live! (2000)
- Live on Stage (2000)
- Chuck Berry - In Concert (2002)
- Live: the Palladium New York (2017)

### アンソロジー
- ツイスト - Chuck Berry Twist (1962)
- Chuck Berry's Golden Decade (1967)
- Chuck Berry's Golden Hits (1967)
- Chuck Berry's Golden Decade Vol. 2 (1973)
- Chuck Berry's Golden Decade Vol. 3 (1974)
- Chuck Berry's Greatest Hits (1976)
- The Best of the Best of Chuck Berry (1978)
- Chuck Berry's 16 Greatest Hits (1978)
- Chuck Berry All-Time Hits (1979)
- The Great Twenty-Eight (1982)
- 20 Hits (1983)
- Reelin' Rockin' Rollin' (1983)
- Rock 'N' Roll Rarities (1986)
- チェス・ボックス - The Chess Box (Box Set) (1988)
- On the Blues Side (1994)
- Roll Over Beethoven (1996)
- Let It Rock (1996)
- The Best of Chuck Berry (1996)
- Guitar Legends (1997)
- Chuck Berry - His Best, Vol. 1 (1997)
- Chuck Berry - His Best, Vol. 2 (1997)
- The Latest & The Greatest / You Can Never Tell (1998)
- Live: Roots of Rock 'N' Roll (1998)
- Rock & Roll Music (1998)
- 20th Century Masters - The Best of Chuck Berry (1999)
- Johnny B. Goode (Legacy) (2000)
- Anthology (2000)
- Blast from the Past: Chuck Berry (2001)
- Johnny B. Goode (Columbia River) (2001)
- ゴールド - Gold (2005) - Simply 2000's Anthology Repackaged

### 映像作品
- ライヴ・ピース・イン・トロント1969 (1999年,DVD) / スウィート・トロント (2002年,DVD) / スウィート・トロント〜プラスティック・オノ・バンドfeat.エリック・クラプトン (2007年,DVD)
- チャック・ベリー ヘイル! ヘイル! ロックンロール (1986年公開 2007年,DVD)